# باتنته
باتنته (به عربی: باتنتة) یک روستا در سوریه است که در ناحیه معره مصرین واقع شده‌است. باتنته ۱٬۱۶۵ نفر جمعیت دارد.